# 侯玉琢
侯玉琢（1987年11月14日—），河北张家口人，中国女子跆拳道運動員。

## 簡介
侯玉琢屬大器晚成的選手，直到22岁（2009年）才夺得世锦赛和全运会冠军。在2011年世锦赛上，她成为中国首位卫冕世锦赛的选手。
2012年，侯玉琢代表中国出戰英國倫敦舉行的奥林匹克运动会跆拳道比賽女子57公斤級賽事，决赛中不敌东道主选手潔蒂·瓊斯获得银牌。